# Blackhawks Over Los Angeles
Blackhawks Over Los Angeles is het zesde studioalbum van de Amerikaanse punkband Strung Out. Op 26 november 2006 werd er een demo van het nummer "Downtown" beschikbaar gemaakt voor streaming. Het nummer "Calling" werd op 8 mei 2007 via MySpace uitgegeven, waarvoor ook een videoclip werd gemaakt. Het album zelf werd uiteindelijk op 12 juni 2007 via het label Fat Wreck Chords uitgegeven.

## Nummers
1. "Calling" - 4:19
2. "Blackhawks Over Los Angeles" - 3:03
3. "Party in the Hills" - 3:54
4. "All the Nations" - 3:03
5. "A War Called Home" - 3:20
6. "Letter Home" - 3:47
7. "Orchid" - 3:02
8. "Dirty Little Secret" - 3:20
9. "Downtown" - 4:08
10. "The King Has Left the Building" - 3:34
11. "Mission Statement" - 3:15
12. "Diver" - 3:36
13. "More Than Words" (limited edition-bonustrack) - 3:29
14. "Novella" (iTunes-bonustrack) - 2:59

## Band
- Jason Cruz - zang
- Jake Kiley - gitaar
- Rob Ramos - gitaar
- Chris Aiken - basgitaar
- Jordan Burns - drums